# Andreas von Kreta (Märtyrer)

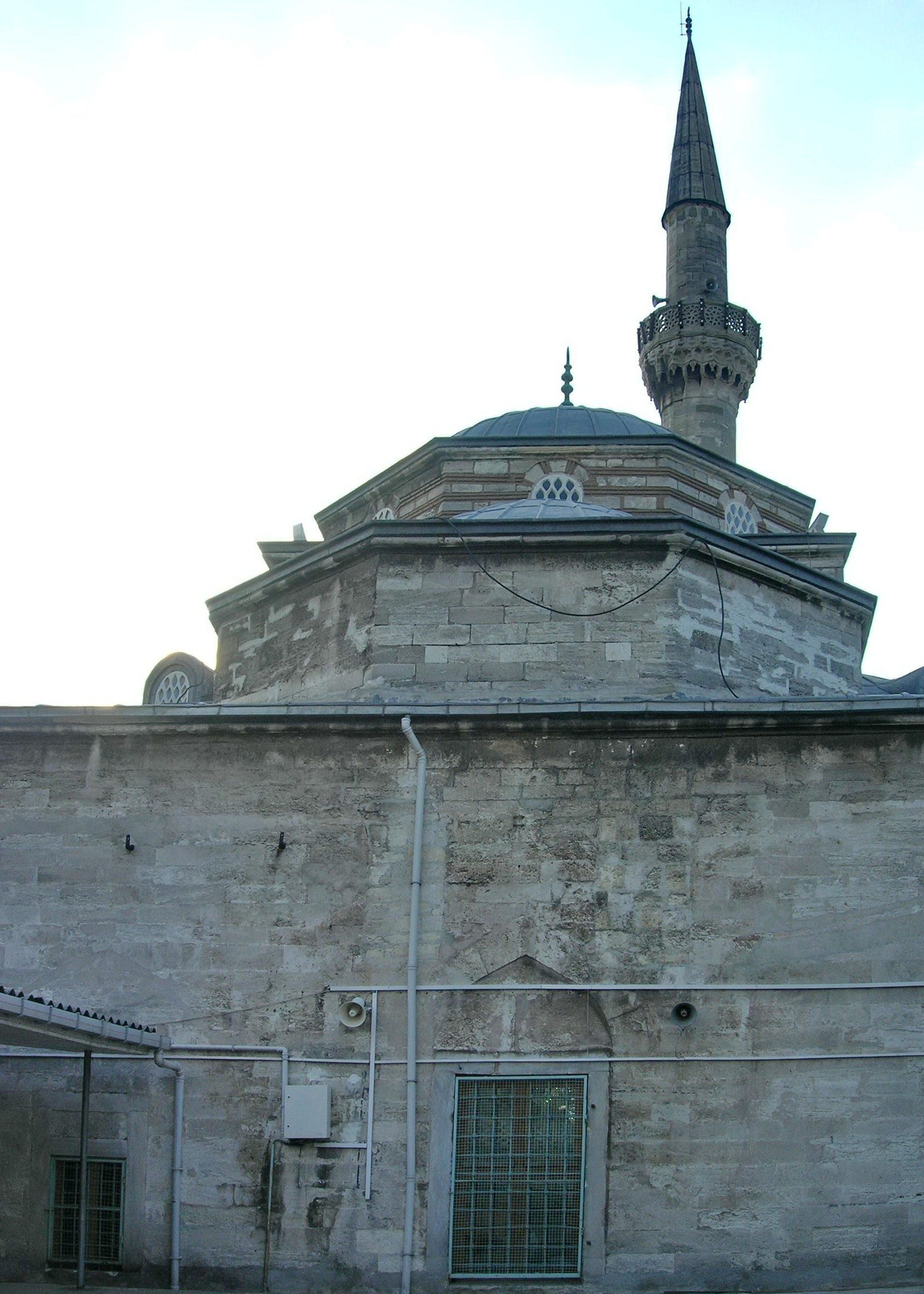
Die frühere Klosterkirche des hl. Andreas en Krisei in Istanbul, heute Mustafa Pascha Moschee

Andreas von Kreta, genannt en Krisei (mittelgriechisch ἐν Κρίσει; † um 766/67), war ein Mönch, der von der Katholischen und Orthodoxen Kirche als Heiliger verehrt wird. Sein Gedenktag ist der 17. Oktober, nach dem Martyrologium Romanum der 20. Oktober.

## Leben
Andreas war Mönch aus Kreta. Da er für die Bilderverehrung eintrat (siehe auch Byzantinischer Bilderstreit), erlitt er unter dem byzantinischen Kaiser Konstantinos V. Kopronymos in Konstantinopel das Martyrium. Dies soll am 20. November 766 oder nach anderen Quellen am 18. Oktober 767 gewesen sein. Er wurde im Kloster des Hl. Andreas en Krisei begraben, der heutigen Koca Mustafa Paşa Camii in Istanbul.